# هیجی، اویتا
هیجی، اویتا (به لاتین: Hiji, Ōita) یک منطقهٔ مسکونی در ژاپن است که در استان اوئیتا واقع شده‌است. هیجی  ۲۶٬۸۷۲ نفر جمعیت دارد.